# خلية قرنية

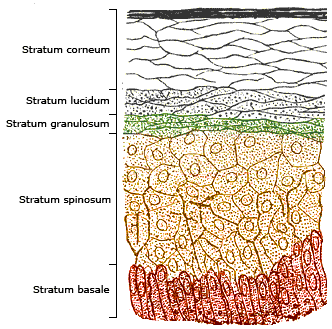

الخلايا القرنية هي الخلايا الكيراتينية في شكلها المتمايز النهائي وتكون أغلب إذا لم تكن كل الطبقة المتقرنة التي تمثل الطبقة الخارجية من البشرة. تستبدل هذه الخلايا بطريقة التوسف وتعوض من الطبقة الأخرى من البشرة. وتمثل هذه الخلايا طبقة واقية للجلد.

## التركيب
تصطف الخلايا القرنية على شكل طبقات من الخلايا التي تخلو من النوى وكذلك يخلو السايتوبلازم من العضيات. رغم أن هذه الخلايا ميتة حيويا إلا أنها تحتوي على الكيراتين وأحماض دهنية وشحميات وسيراميدات.